# Leucandra stylifera
Leucandra stylifera är en svampdjursart som först beskrevs av Schmidt 1870.  Leucandra stylifera ingår i släktet Leucandra och familjen Grantiidae. Inga underarter finns listade i Catalogue of Life.